# Knight Moves
Jaque al asesino (título original en inglés Knight Moves) es una película de suspenso estadounidense estrenada en 1992 y dirigida por Carl Schenkel. El argumento se centra en un Gran Maestro de ajedrez acusado de asesinato.

## Argumento
Peter Sanderson Christopher Lambert es un campeón internacional de ajedrez que está jugando un torneo en la ciudad. Además es viudo y tiene una hija. Por una serie de coincidencias la policía sospecha de él como el asesino en serie que ya ha matado a varias personas en esa ciudad. Adicionalmente, mientras sigue en su torneo, Sanderson tiene contactos telefónicos con el asesino en presencia de la policía, a quien él llamó cuando los recibió, e intenta descifrar la clave por la que se guía el asesino para realizar sus crímenes.
Mientras tanto la policía, liderada por Frank Sedman, envía a una psicóloga, Kathy Sheppard, para averiguar si es el asesino. Ambos, con el tiempo, se enamoran, mientras que los asesinatos se acercan cada vez más a él y a su entorno. Pronto se convertirá para Peter en una lucha a muerte para poder detener al asesino, que además le incrimina por los crímenes que está haciendo.

## Reparto
- Christopher Lambert como  Peter Sanderson
- Diane Lane como  Kathy Sheppard
- Tom Skerritt como Capitán Frank Sedman
- Daniel Baldwin  como Det. Andy Wagner
- Arthur Brauss  como Viktor Yurilivich
- Ferdy Mayne  como Jeremy Edmonds
- Katharine Isabelle  como Erica Sanderson
- Frank C. Turner  como Doctor
- Don Thompson  como Padre
- Megan Leitch  como  Madre

## Producción
La producción cinematográfica es la segunda película, que fue producida por Christopher Lambert y que, además, reservó los papeles principales de la película para sí mismo y para su entonces esposa, Diane Lane.

## Recepción
Según ABC, la película es una de las más logradas del irregular cineasta suizo Carl Schenkel.